# Potamites
Potamites is een geslacht van hagedissen uit de familie Gymnophthalmidae.
De groep werd voor het eerst wetenschappelijk beschreven door Tiffany M. Doan & Todd Adam Castoe in 2005. Er zijn zeven soorten, inclusief de pas in 2014 wetenschappelijk beschreven soort Potamites erythrocularis. Alle soorten komen voor in delen van Zuid- en Midden-Amerika.

## Soortenlijst
| Soorten uit het geslacht Potamites | Soorten uit het geslacht Potamites | Soorten uit het geslacht Potamites         |
| ---------------------------------- | ---------------------------------- | ------------------------------------------ |
| Naam                               | Auteur                             | Verspreidingsgebied                        |
| Potamites apodemus                 | Uzzell, 1966                       | Costa Rica, Panama                         |
| Potamites ecpleopus                | Cope, 1875                         | Bolivia, Brazilië, Colombia, Ecuador, Peru |
| Potamites erythroculariss          | Chávez & Catenazzi, 2014           | Peru                                       |
| Potamites juruazensis              | Ávila-Pires & Vitt, 1998           | Brazilië, Peru                             |
| Potamites montanicola              | Chávez & Vásquez, 2012             | Peru                                       |
| Potamites ocellatus                | Sinitsin, 1930                     | Bolivia                                    |
| Potamites strangulatus             | Cope, 1868                         | Ecuador, Peru                              |